# Municipio de San Nicolás Hidalgo
El municipio de San Nicolás Hidalgo es uno de los 570 municipios en que se encuentra dividido el estado mexicano de Oaxaca. Forma parte de la región Mixteca al noroeste del estado, su cabecera municipal es la población del mismo nombre.

## Geografía
Situado en el noroeste del territorio oaxaqueño, San Nicolás Hidalgo forma parte de la región Mixteca y del distrito de Silacayoapam. Tiene una extensión territorial de solo 11.383 kilómetros cuadrados y sus coordenadas geográficas extremas son 17°45′ - 17°48′ de latitud norte y 98°6′ - 98°10′ de longitud oeste; su altitud va de 1 600 a 1000 metros sobre el nivel del mar.
Colinda al norte con el municipio de Santa Cruz Tacache de Mina, al este con el municipio de Mariscala de Juárez, al sur con el municipio de Guadalupe de Ramírez y al oeste con el municipio de Santiago Tamazola.

## Demografía
La población total del municipio de acuerdo con el Censo de Población y Vivienda realizado en 2010 por el Instituto Nacional de Estadística y Geografía, es de 1 012 habitantes, de los que 463 son hombres y 5 49 son mujeres.
La densidad de población asciende a un total de 88.9 personas por kilómetro cuadrado.

### Localidades
El municipio se encuentra formado por cuatro localidades. Su población de acuerdo al censo de 2010 son:
| Localidad                             | Población (2010) |
| ------------------------------------- | ---------------- |
| San Nicolás Hidalgo                   | 846              |
| Colonia Lázaro Cárdenas (San Nicolás) | 40               |
| El Perico                             | 78               |
| San Pedro Salinas                     | 48               |
| Total municipio                       | 1 012            |

## Política

### Representación legislativa
Para la elección de diputados locales al Congreso de Oaxaca y de diputados federales a la Cámara de Diputados federal, el municipio de San Nicolás Hidalgo se encuentra integrado en los siguientes distritos electorales:
Local:
- Distrito electoral local de 6 de Oaxaca con cabecera en Heroica Ciudad de Huajuapan de León.[4]

Federal:
- Distrito electoral federal 6 de Oaxaca con cabecera en Heroica Ciudad de Tlaxiaco.[5]